# North Whitesand Lake
North Whitesand Lake är en sjö i Kanada.   Den ligger i Thunder Bay District och provinsen Ontario, i den sydöstra delen av landet, 900 km väster om huvudstaden Ottawa. North Whitesand Lake ligger 511 meter över havet. Arean är 0,15 kvadratkilometer. Den sträcker sig 0,6 kilometer i nord-sydlig riktning, och 0,6 kilometer i öst-västlig riktning.
I omgivningarna runt North Whitesand Lake växer i huvudsak blandskog. Trakten runt North Whitesand Lake är nära nog obefolkad, med mindre än två invånare per kvadratkilometer.